# 阿斐 (犹他州)
阿斐（英文：Ophir），是美国犹他州图埃勒县下属的一座城市。建市于 不明年份年，面积大约为0.14平方英里（0.36平方公里），海拔约为6,496英尺（1,980米）。根据2010年美国人口普查，该市有人口38人。